# St.-Willibrord-Kirche (Neetze)

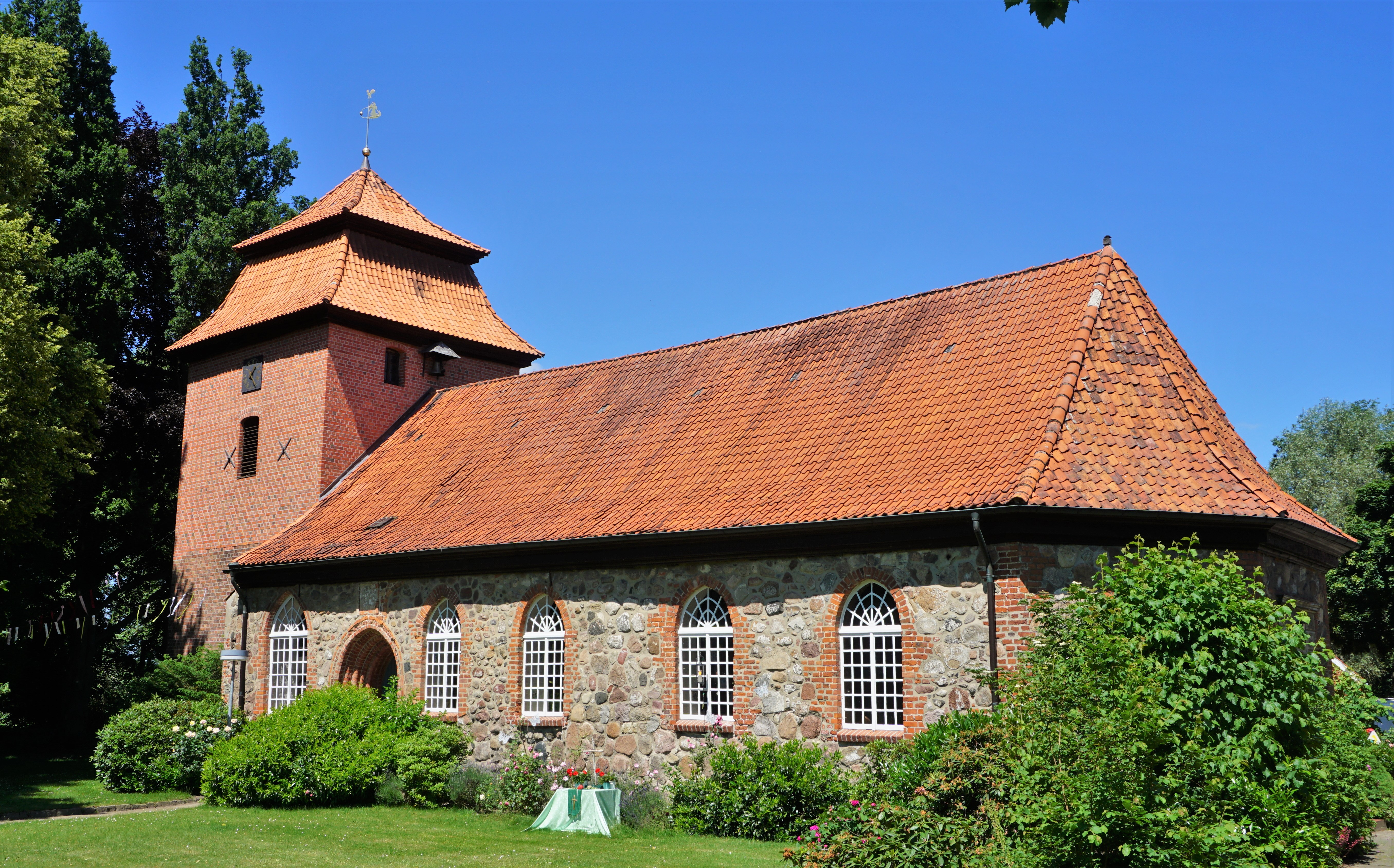
St.-Willibrord-Kirche in Neetze

Die evangelisch-lutherische St.-Willibrord-Kirche (nach dem heiligen Willibrord) ist eine Feldsteinkirche in Neetze im niedersächsischen Landkreis Lüneburg. Sie gehört zur Kirchengemeinde Neetze im Kirchenkreis Lüneburg im Sprengel Lüneburg der Evangelisch-lutherischen Landeskirche Hannovers.

## Architektur
Sie ist ein Feldsteinbau, der in Bauteilen bis in das 13. Jahrhundert zurückreicht. Die Kirche ist ein spätgotischer Bau mit dreiseitigem Ostschluss. Am Südportal findet man ein Taustabprofil, das um 1500 entstanden ist. 
Der Westturm, der in Fachwerk erbaut wurde, stammt wahrscheinlich von 1717. Er ist heute mit Backsteinen ummantelt.

## Ausstattung
Im Inneren befindet sich ein großer gotischer Schnitzaltar eines Lüneburger Meisters. Der Altar ist um 1420 entstanden. Die Predella und die Seitenflügel wurden 1592 angefügt.
Eine Prieche ist mit Wappen verziert. Es sind die Wappen der Familie von Bothmer und der Familie von Hahne. Die Prieche ist um 1600 entstanden.
In der Literatur (Denkwürdiger Antiquarius des Elbstromes aus dem Jahr 1741) wird berichtet, dass an der Nordseite des Altars ein berühmtes Kruzifix gestanden hat, Sankt Hulpe genannt.(Nach einer anderen Version (lt. Lehrer Klingsing) stand in der vorreformatorischen Zeit in der Nähe des Taufsteins eine Säule, die so genannte ‚Tülpe‘.) Zu dessen Füssen hat man Flachs geopfert, weil man glaubte, dass dieses den gebärenden Weibern sonderlich zustattenkommt.